# Frankenmarkt
Frankenmarkt – gmina targowa w Austrii, w kraju związkowym Górna Austria, w powiecie Vöcklabruck. 1 stycznia 2015 liczyła 3661 mieszkańców.